# 中川友紀子
中川 友紀子（なかがわ ゆきこ、1971年〈昭和46年〉 - ）は、日本の経営者、研究者、サイエンスコミュニケーター。ロボットの開発・販売・研修を手掛ける株式会社アールティの創業者、代表取締役。2015年にはアメリカのROBOHUBによって「ロボット業界で知るべき世界の女性25人」に選出された。学生時代にはマイクロマウス、に取り組み、黎明期のロボカップにも出場。その後、これら競技の実行委員を務めるとともに、ロボLDK実行委員長、日本知能情報ファジィ学会副会長（第14期）、ニューテクノロジー財団常務理事、同業務執行理事、マイクロマウス実行副委員長などを歴任。一般社団法人ROSCon jpも設立し、2022年現在理事を務める。

## 来歴・人物

### 生い立ち・学生時代

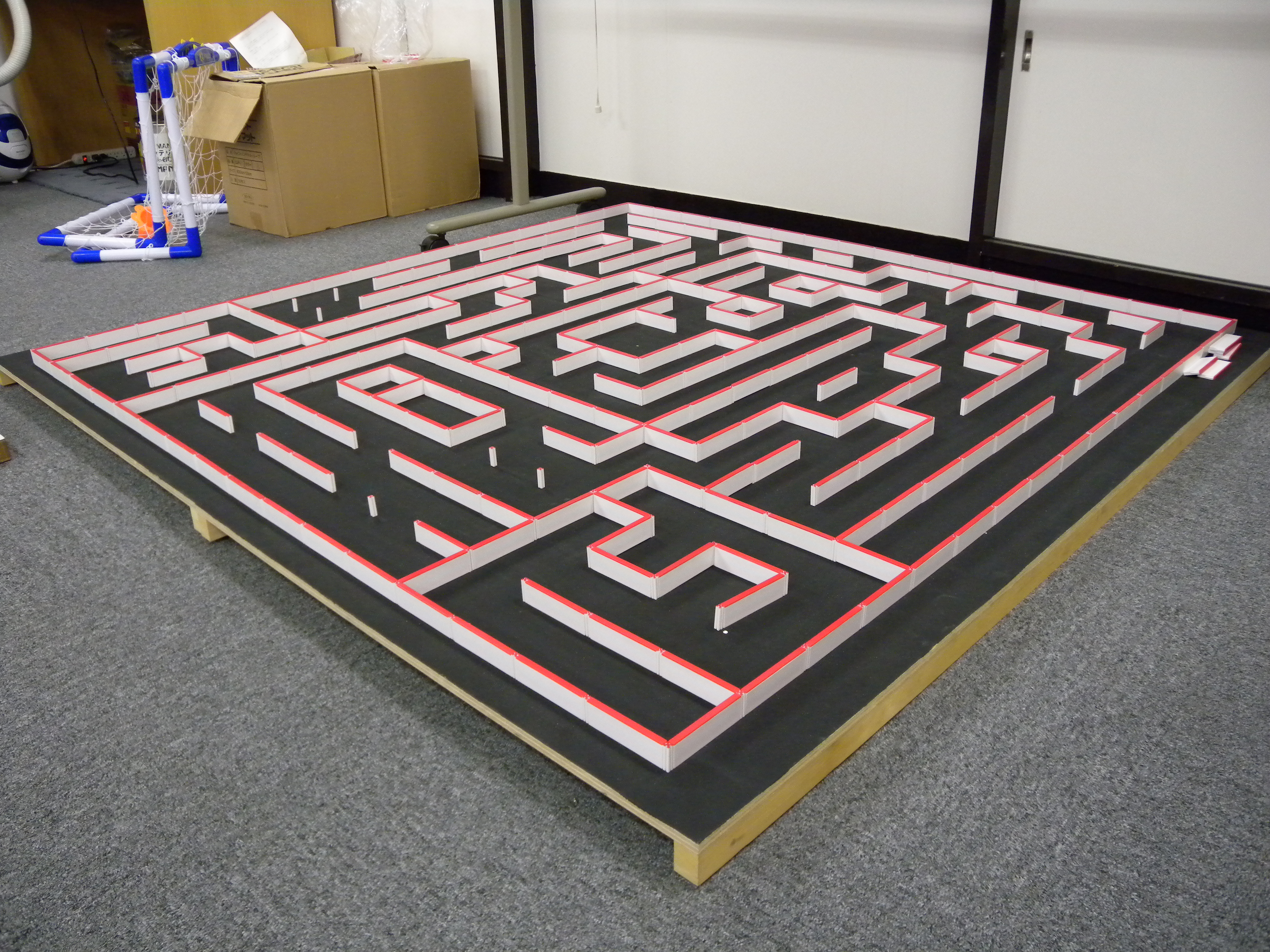
マイクロマウスの競技コース

1971年東京都生まれ。幼少期は『サイボーグ009』などSF作品を好んだ。法政大学工学部電気工学科に進学し、計測制御を専攻。学部1年次からサークルでマイクロマウスに取り組み、学部3年次の研究室配属以降はUNIXに親しんだ。1993年3月に同学科を卒業し、大学院工学研究科システム工学専攻へ進学。研究室では画像処理に取り組み、日本ファジィ学会の学生部会でも活動した。1995年3月に修士課程を修了する。

### 研究者時代
修士課程を修了した1995年の4月、中川は東京工業大学大学院総合理工学研究科知能システム科学専攻の助手に着任。廣田薫のもとでファジィ論理の研究に従事し、1996年には日本ファジィ学会奨励賞を受賞した。
1998年10月、北野宏明が代表を務める科学技術振興機構ERATO北野共生システムプロジェクトの研究員に転職。ヒューマノイド認知のグループに属し、画像処理などの研究に従事。視覚や音声認識を研究するためのロボット「SIG」の開発に携わる。このとき開発した音源を同定・分離する手法は、特許登録されている。
なお、北野が創設に携わったロボカップの小型機リーグにも出場し、中川の所属チームは1998-1999年にJapan Openで2連覇している。また、ソニーがAIBOを発売した際には、中川も購入している。

### ロボット業界時代

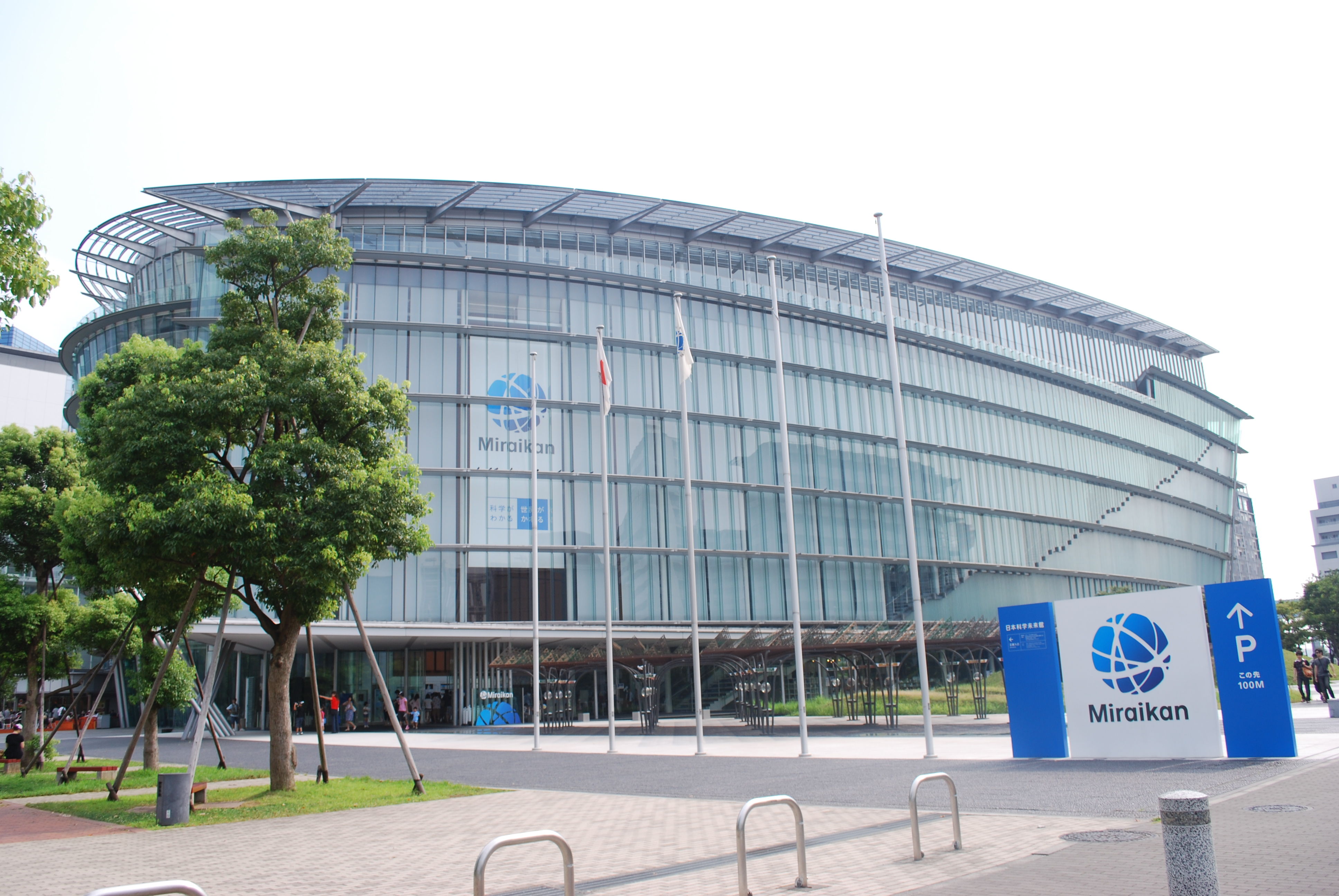
日本科学未来館。中川はASIMOの常設展示、第1回ROBO-ONE開催に関わった。

2001年、中川は日本科学未来館の展示企画グループサブリーダーに就任。ASIMOの常設展示に携わり、ROBO-ONEの第1回大会を同館で開催すべく尽力した。2003年には北野共生プロジェクトに所属していた山崎文敬が起業した株式会社イクシスリサーチに移り、取締役を務めた。同時に法政大学や電気通信大学のロボット研究者と、小型人型ロボットを教育に導入する試みを行っている。
2005年9月にはロボットの開発・販売・研修を行う株式会社アールティを起業し、代表取締役に就任。2005年から開催された「ロボLDK」では、実行委員長も務めた。2014年にはロボカップ@ホームの普及活動にも取り組んだ。この間、マイクロマウスやロボカップの実行委員も務めている。
2008年にマイクロマウス競技でハーフサイズが登場した際には、それに対応したロボット「Pi:Co」をアールティで開発・販売した。また2009年からはアルデバランロボティクスの日本総代理店となり、NAOの販売を開始。二足歩行ロボットの自社開発としては、着ぐるみ用ロボット「RIC90」で知られる。同製品の制御にはV-Sido OSを取り入れ、アスラテックとも様々な連携をしている。2016年にはニューテクノロジー財団の業務執行理事に就任。
中川はソフトウェア技術者にも使いやすいロボットを思考。上田隆一とRaspberry Piを搭載したマイクロマウスや、唐揚げを操作するマニピュレータで連携した。Robot Operating Systemを研修に取り入れ、Googleの機械学習ライブラリ「TensorFlow」による「ディープラーニング」の講習も企画した。2018年には「ROSCon」の日本ローカル版「ROSCon jp」を立ち上げ、理事に就任。アールティからはRTミドルウェアやROSに対応した教育用の商品が多く販売されている。
2018年には細田耕と共同開発した研究開発用ロボットアーム「CRANE-X7」も発売した。さらに、アールティは億単位の資金調達を達成し、食品産業への適用を目指した協働ロボット「Foodly」（フードリー）を発表。2021年には野菜を認識してフードスライサーに投入する「NEKONOTE Vegepicker」システムに発展。同年には鈴茂器工と共同でのりまきを製造可能な「Foodly スズモコラボモデル」も開発している。また、研究者向けの二足歩行ヒューマノイド「Bonobo」（ボノボ）を開発し、ロボティズ日本支店とは等身大ヒューマノイド「Gorilla」（ゴリラ）を共同開発している。

## 社会的活動
（団体）
- 日本知能情報ファジィ学会 - 学生部門「ΔNGLE」副会長[2]、第14期副会長[2]
- 日本ロボット学会 - フェロー（2022年度選出）[11]
- 公益財団法人 ニューテクノロジー財団 - 業務執行理事[10]、常務理事[9]
- 特定非営利活動法人 ロボカップ日本委員会 - 会員[36][37]
- 一般社団法人 ROSCon jp[注釈 4] - 発起人、実行委員[14][13]、理事[9]

（ロボット競技）
- ロボカップ - ジャパンオープン小型ロボットリーグ実行委員[61]
- マイクロマウス - 実行副委員長[62][12]
- ロボLDK - 実行委員長[7][8]

（その他）
- 第7回ロボット大賞ノミネート - 委員会委員[63]

## 主な受賞歴
- 1996年 - 日本ファジィ学会奨励賞[2]
- 1998年 - 第1回RoboCup JapanOpen98東京 実機小型リーグ優勝（チーム「J-STAR」として）[25][27]
- 1999年 - 第2回RoboCup JapanOpen99名古屋 実機小型リーグ優勝（チーム「J-STAR」として）[27]
- 2015年 - ROBOHUB「ロボット業界で知るべき世界の女性25人」[3][4]
- 2020年 - チリ政府「Estrecho de Magallanes Award for Innovation and Exploration with a Global Impact」[5][6]

（株式会社アールティとしての受賞）
- 2018年度 - 計測自動制御学会システムインテグレーション部門 2018年度部門技術業績賞[64][注釈 6]
- 2019年度 - ロボットビジネス推進協議会 第5回RTミドルウェア普及貢献賞（産業分野）製品販売実績[48]
- 2020年度 - 日本機械学会 優秀製品賞「CRANE-X7」[65]
- 2023年度 - 日本機械学会ロボティクス・メカトロニクス部門 部門優秀製品表彰「Foodly」[66]

## 主な著作

### 著書
- ネットテクノロジーラボ『最新技術解説 入門Bluetooth』 技術評論社〈NEW COMPUTER TECHNOLOGY LIBRARY〉、2000年、ISBN 477411135X[2]
- ロボLDK実行委員会 編『ロボットのいるくらし』 日刊工業新聞社〈B&Tブックス〉、2007年、ISBN 978-4526059544[2]

### 解説
- 「RoboCupJr. に子供達がLEGOマインドストームで参加!」、『ロボコンマガジン』第7号、1999年、18-22頁[67]。
- 「ロボカップ 小型ロボットリーグ」『日本ファジィ学会誌』第14巻第6号、2002年、 569-574頁。
- 「ロボカップ道しるべ ― 標準プラットフォームリーグ ―」『情報処理』第52巻第3号、2011年、 334-341頁。
- 「リファレンスロボットの紹介」『計測と制御』第52巻第9号、2013年、 782頁[注釈 7]。
- 「女性のための次世代ロボットは「手がかかる子」になる」、『プレジデントウーマン』2015年9月7日号。
- 「DARPA主催の災害救助ロボットの競技会は「TEAM KAIST」が優勝」、『ロボコンマガジン』第101号、2015年、20－29頁[68]。
- 「第32回ファジィシステムシンポジウムにおけるΔNGLE活動報告」、『知能と情報』第29巻第1号、2017年、24-26頁。- 島田大樹、堀口由貴男との共著。
- 「ROS（Robot Operating System）」『知能と情報』第29巻第5号、2017年、177頁。
- 「ソフトロボティクスと身体知」『知能と情報』第29巻第5号、2017年、160-172頁[注釈 8]。
- 「祝！ aibo復活、私はここに期待する」、『日経xTECH』 (日経BP社)、2018年1月11日。2018年5月29日閲覧。
- 「企業におけるAI ／ロボット教育・開発としての競技会活用のすすめ」『日本ロボット学会誌』第38巻第9号、2020年、825-828頁。
- 「熱溶解積層法を前提とした垂直多関節ロボットとハンドの機械設計・製造」『日本ロボット学会誌』第39巻第4号、2021年、322-325頁。- 岩本大、塩谷昌行、中川範晃との共著。

### インタビュー
- デイビー日高「【ロボット業界で活躍する女性たち】第1回：株式会社アールティ代表取締役 中川友紀子氏」『RoboTimes』、2010年。
  - Vol.1「10代の頃に作りたかったのはサイボーグ！」. (2010年8月9日). 2020年3月18日(UTC)閲覧。
  - Vol.2「ロボカップ小型リーグとの出会い」. (2010年8月16日). 2020年3月18日(UTC)閲覧。
  - Vol.3「日本科学未来館ではASIMOのデモも作成. (2010年8月23日). 2020年3月18日(UTC)閲覧。
  - Vol.4「アールティ企業とオリジナルロボットたち. (2010年11月30日). 2020年3月18日(UTC)閲覧。
- 森山和道 (2022年8月22日). “人と一緒に働けるロボットで食品製造業界の人手不足解消を狙う：中川友紀子氏インタビュー”. モリカトロンAIラボ. 2022年10月9日(UTC)閲覧。

## TV出演
- "【第20回】株式会社 アールティ". 日経スペシャル アジアの風〜小さな挑戦者たち〜. 18 August 2012. BSジャパン. 2018年5月28日閲覧。